# Maurice de Coulange
Maurice de Coulange-la-Vineuse, né à Coulanges-la-Vineuse et mort le 16 janvier 1395 à Nevers, est un prélat français   du XIVe siècle. Il est l'oncle de Philippe Froment, évêque de Nevers (1395-1400).

## Biographie
Maurice de Coulange naît à Coulanges-la-Vineuse.
Il est dominicain à Auxerre (couvent des Jacobins d'Auxerre) et, après avoir enseigné la théologie dans les maisons de son ordre à Sens et à Paris, il devient confesseur des rois Charles V et Charles VI et  grand pénitencier du pape Clément VII.
Il est appelé à l'évêché de Nevers vers le milieu de l'année 1380. 
Le 16 septembre 1380 il administre les derniers sacrements à Charles V.
Clément VII, compétiteur d'Urbain VI et pape reconnu en France, le délègue par un bref du 6 février 1382 pour examiner les privilèges de l'abbaye de Saint-Alyre (diocèse de Clermont).
À la prière de Louis II, duc de Bourbon, il est chargé en 1386 d'ériger en collégiale la chapelle de Notre-Dame de Moulins, destinée à abriter 12 chanoines.
Il fait construire à ses frais la tour du couvent des dominicains à Nevers, avec la flèche qui la surmonte.
Il fait arrêter et conduire dans les prisons de Paris, Adam de Soissons, prieur des jacobins de Nevers, pour avoir avancé publiquement dans ses sermons plusieurs erreurs contre l'Immaculée Conception de Notre-Dame. Adam rétracte ses paroles sur le sujet devant les députés de l'université de Paris le 16 janvier 1395.
Il fonde un anniversaire dans sa cathédrale et meurt le samedi 16 janvier 1395. Il est enterré dans le sanctuaire Saint-Cyr, du côté de l'évangile, dans une tombe en marbre noir incrusté de marbre blanc.